# Crassula alstonii
Crassula alstonii (Marloth, 1910) è una pianta succulenta appartenente alla famiglia delle Crassulaceae, endemica della Provincia del Capo Settentrionale, in Sudafrica.
L'epiteto specifico alstonii è stato scelto in onore del capitano Edward G. Alston, imprenditore agricolo e collezionista botanico sudafricano.

## Descrizione

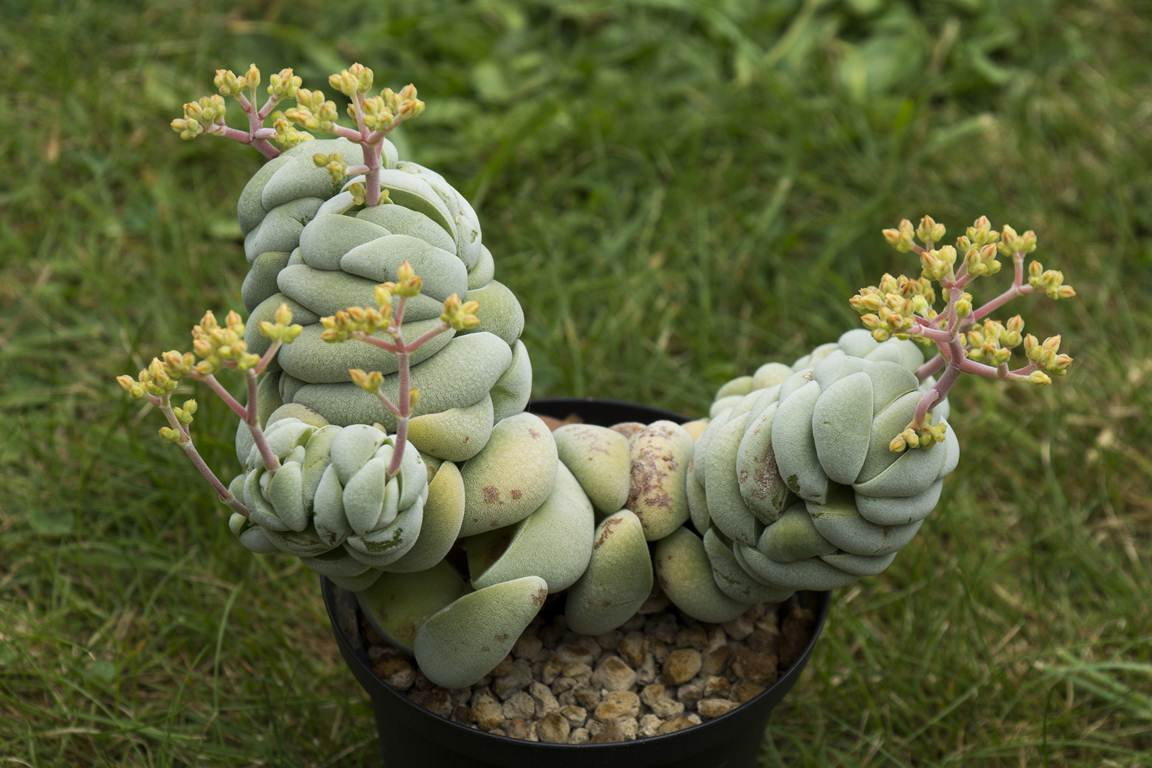
Esemplare di C. alstonii coltivato come ornamentale.

C. alstonii è una pianta perenne di piccole dimensioni che si sviluppa in brevi steli che ramificano di rado, di circa 3 millimetri di diametro ed interamente ricoperti dalle foglie di dimensioni decrescenti verso l'alto. Queste, molto succulente, sono sessili e strettamente impilate le une sulle altre, formando una rosetta di circa 5 centimetri di diametro, colonnare e con l'apice arrotondato. L'apparato radicale ha una conformazione finemente fascicolata.
Le foglie sono compresse trasversalmente, di forma obovata, colore grigio-verde e misurano 12–15 mm in lunghezza per 12–22 mm in larghezza, decrescendo di dimensioni verso l'alto. Hanno un margine minuziosamente ciliato che presenta una serie di idatodi, la pagina superiore è concava, quella inferiore convessa e le estremità sporgenti sono arrotondate.
Le infiorescenze a tirso si sviluppano, se in habitat, tra marzo e aprile in posizione terminale, a partire da un peduncolo lungo tra i 2 e i 4 cm e coperto da fini peli ricurvi. Alla base di queste si trovano delle brattee di forma triangolare, appuntite alle estremità.
I fiori presentano una corolla tubolare formata da 3 o 5 sepali carnosi lunghi circa 2 mm, brevemente fusi alla base, di forma triangolare e appuntiti alle estremità. Sono coperti da fini peli ricurvi, presentano alcune ciglia marginali e hanno colore giallo-verde. I petali, lunghi 3 mm e da 3 a 5, hanno una forma oblungo-lanceolata, estremità appuntite e ricurve e sono di colore in genere crema o giallo pallido, tendendo nel tempo al marrone. Le antere sono di colore marrone-giallastro.

## Distribuzione e habitat
C. alstonii è endemica di una ristretta area della Provincia del Capo Settentrionale, compresa tra il Namaqualand settentrionale e il Richtersveld meridionale e, più specificamente, tra le località di Lekkersing e di Komaggas.
In genere questa pianta cresce sui pendii soleggiati delle basse colline di quest'area, su un suolo composto principalmente da ghiaia e quarzite. Nonostante la diffusione limitata ad una EOO (Extent Of Occurance) di circa 1912 km2, non risulta particolarmente minacciata grazie all'assenza di minacce dirette e al fatto di essere in situ relativamente comune. Si segnala il pericolo derivante da due siti per l'estrazione mineraria, che causano una riduzione dell'habitat disponibile, ma comunque non di rilevanza tale da minacciare la specie, che mantiene stabile la sua popolazione.

## Coltivazione
In genere le Crassula richiedono un terreno povero di componente organica e ricco di minerali, ben drenante in modo da evitare i ristagni idrici che potrebbero uccidere la pianta. Annaffiare solo a terreno ben secco.
È una pianta originaria di aree incluse nelle USDA Hardiness Zones da 9b a 11, pertanto non dovrebbe essere esposta a temperature inferiori a 7,2 °C e comunque mai al di sotto dei -3,9 °C. Preferisce difatti una posizione soleggiata, ed essendo una specie di ridotte dimensioni è consigliata la coltivazione in vaso.

## Galleria d'immagini

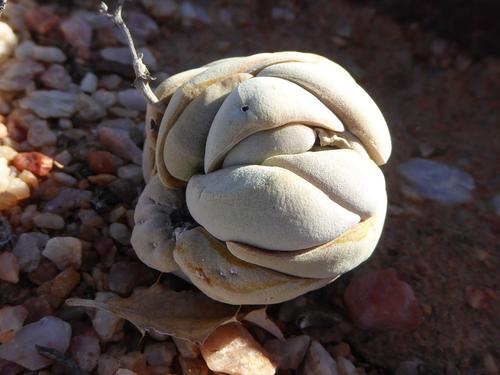
Foglie di un esemplare di C. alstonii in habitat
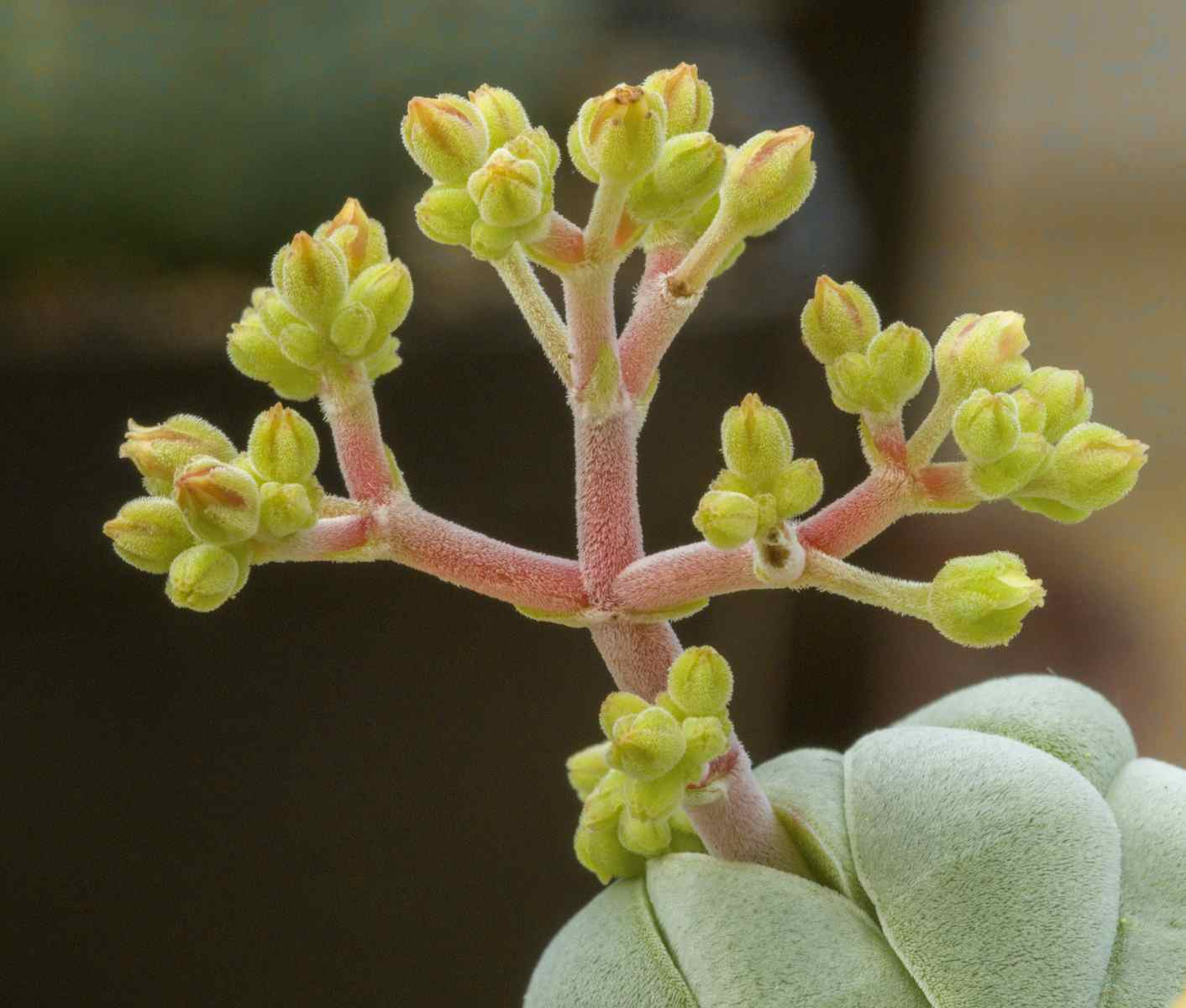
Infiorescenza di C. alstonii
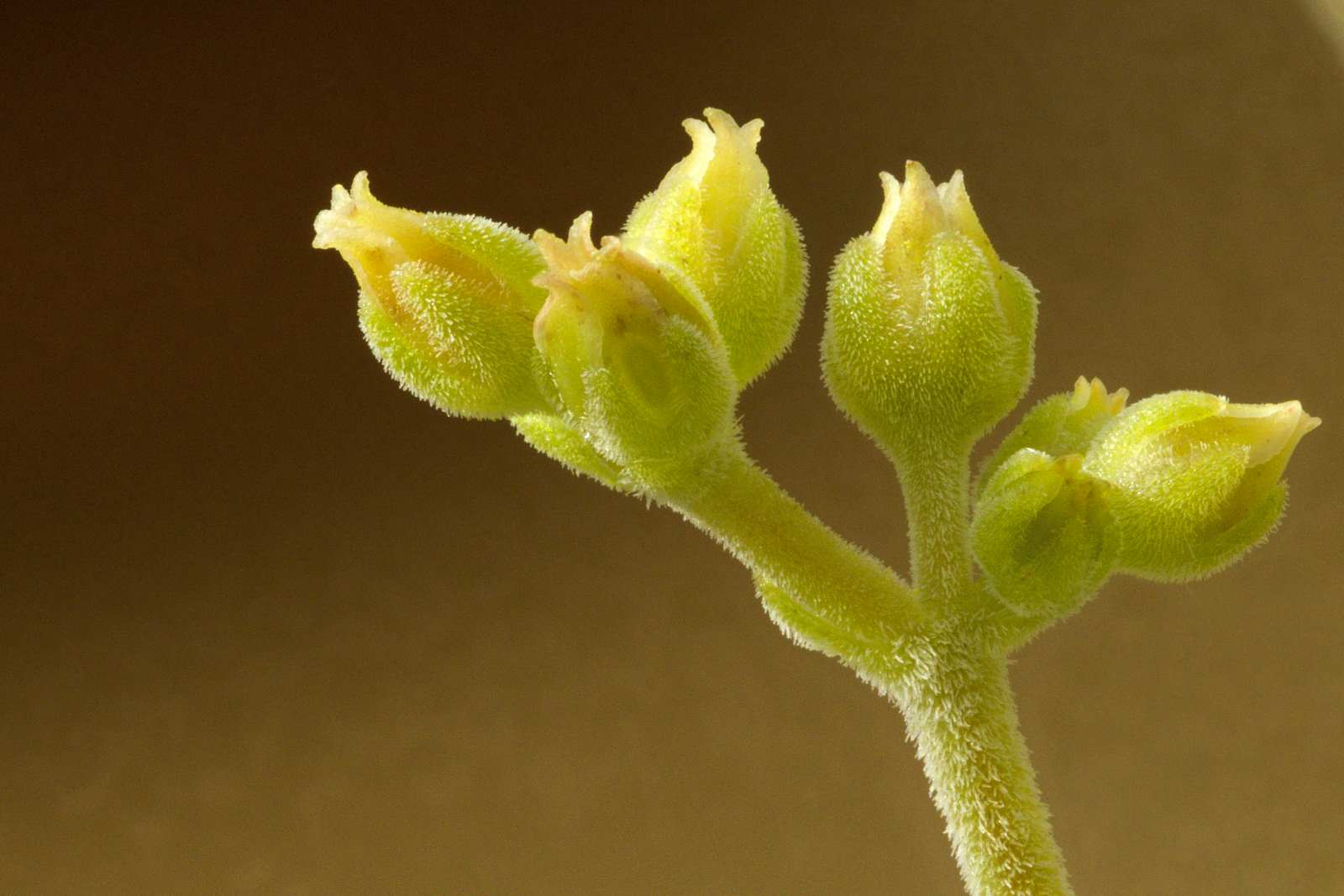
Fiori di C. alstonii
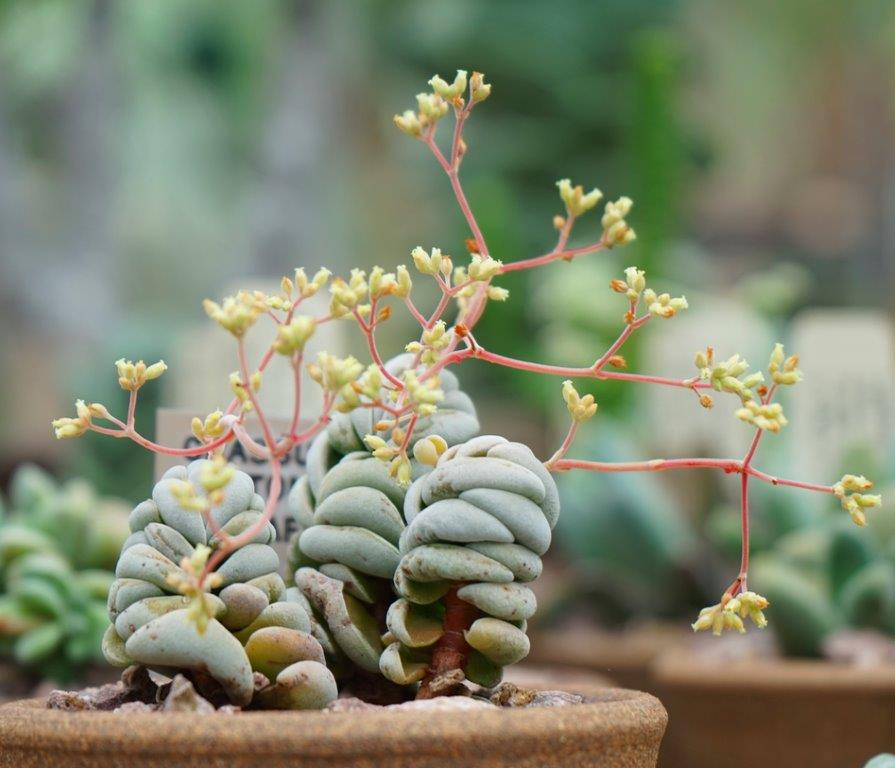
Esemplare maturo di C. alstonii